# 恋爱写真 (电影)
《恋爱写真》（日语：恋愛寫眞，れんあいしゃしん）是一部于2003年6月14日上映的日本电影。
正式名称为《恋爱写真 Collage of our Life》，由堤幸彦导演执导。

## 概述
这是一部以东京和纽约为舞台的爱情故事。电影以摄影为主题，主人公诚人和静流拍摄照片的场景贯穿全片，照片也多次出现。标题中的“写真”不仅指照片，也是旧语中“电影”的意思。不过，虽然“恋爱写真”用旧字体应写作，但本片标题中采用了新字体的。
作为本片的衍生作品，市川拓司撰写了小说《恋爱写真 另一个故事》（恋愛寫眞 もうひとつの物語）。电影和小说虽然共享了东京和纽约这一舞台、主人公两人的名字以及他们共同拍摄照片的设定，但人物塑造、情节展开以及故事结局完全不同。该小说后来以《只是爱着你》的名字改编为电影，由玉木宏和宮崎葵主演，于2006年10月28日上映。
本作也是东急文化会馆五楼涩谷东急影院播放的最后一部电影（下一部电影《死神來了2》起，影院搬迁至涩谷Cross Tower二楼）。

## 剧情
靠接三流工作勉强糊口的不知名摄影师濑川诚人（松田龙平饰）某天收到一封来自纽约、盖有邮戳的信件，寄信人竟是已经去世的前任恋人里中静流（广末凉子饰）。静流据说已在纽约去世，这封信根本不可能存在。
三年前，两人曾共同生活。受到诚人的影响，静流也开始拿起相机。然而由于一场令人心痛的意外，两人分开了。但静流却在诚人的心中留下了难以忘怀的深刻印象。为了寻找她的踪迹，诚人踏上了前往纽约的旅途。
在广阔的纽约，诚人以静流寄来的照片中风景为线索，四处寻找她的痕迹。在旅途中，他遇到了牧师卡西亚斯以及静流的好友、怀抱舞蹈梦想的阿亚（小池荣子饰）。在他们的帮助下，诚人逐渐接近静流的真相。然而，等待他的却是意想不到的事实。
阿亚告诉诚人，静流生前计划举办一场个人摄影展。然而，展览需要更多作品，诚人决定通过追寻静流曾见过的风景，重新拍摄照片。展览最终大获成功，但静流确实已经去世，而杀害她的人正是阿亚。阿亚无法容忍他人的成功，甚至企图杀害诚人。最终，诚人幸存下来，并以“里中静流”的名义成为一名创作内心所爱的摄影师。

## 演员
- 里中静流：廣末涼子
- 濑川诚人：松田龍平
- 阿亚：小池荣子
- 卡西亚斯：多米尼克·马库斯
- 白滨：山崎树范
- 美雪：西山繭子
- 关口：高橋一生
- 校园中被打的花花公子：原田篤
- 医生：佐藤二朗
- 市山教授：江藤漢斉
- 自助洗衣店的女子：岡本麗
- 社长：大杉漣

## 制作
- 导演：堤幸彦
- 制片人：植田博树、田泽连二、原克子、市山龙次
- 编剧：绪川薰
- 音乐：见岳章、武内享
- 摄影师：齐藤清贵
- 灯光：上妻敏厚
- 剪辑：伊藤伸行
- 视觉特效：原田大三郎
- 录音：田中靖志
- 拍摄：唐泽悟
- 美术：佐佐木尚
- 制作协力：Office Crescendo
- 制作公司：松竹、TBS、卫星剧场、小學館、Culture Publishers
- 发行：松竹

## 主题曲
- 山下達郎〈2000吨的雨（电影片尾曲）〉（2000トンの雨 (Movie End Title)）